# XJustiz
XJustiz ist ein zur Realisierung des elektronischen Rechtsverkehrs entwickeltes Datenaustauschformat, das grundlegende Festlegungen für den Austausch strukturierter Daten zwischen den Prozessbeteiligten (Bürgern, Unternehmen, Rechtsanwälten, IHKs, Sicherheitsbehörden) und den Gerichten enthält. XJustiz soll die Grundlage für den Austausch von Verfahrensdaten in allen Justizverfahren bilden. Es besteht aus einer Reihe von XML-Schemata (d. h. fest definierten Datenfeldern im XML-Format). Ein Grundmodul mit allgemein benötigten Daten (z. B. Gerichtsbezeichnung, Aktenzeichen) wird durch Fachmodule mit fachspezifischen Daten (z. B. Strafverfahren, Mahnverfahren, Register) und Wertelisten (z. B. Bezeichnung von Staaten) ergänzt.

## Entwicklung
XJustiz ist Bestandteil der organisatorisch-technischen Leitlinien für den elektronischen Rechtsverkehr mit den Gerichten und Staatsanwaltschaften (OT-Leit-ERV), die von der Arbeitsgruppe „IT-Standards in der Justiz“ der Bund-Länder-Kommission für Datenverarbeitung und Rationalisierung in der Justiz (BLK) entwickelt und von der BLK am 13. Mai 2005 für den Echtbetrieb freigegeben wurden.
Die vollständig überarbeitete Version XJustiz 2.0 ist am 31. Dezember 2016 veröffentlicht worden. Die Version 2.0 ist nicht abwärtskompatibel mit der alten Version 1.2.
Ab 2021 wird einmal jährlich eine neue XJustiz-Version gültig. XJustiz-Versionen werden immer 12 Monate vor Gültigkeit veröffentlicht. Derzeit gültig ist die Version 3.5.1, welche ab dem 30. April 2026 durch Version 3.6.2 ersetzt werden soll.
Die Entwicklung von XJustiz folgt dabei nach der XÖV-Methodik einem modellbasierten Entwicklungsprozess, in dem auf Basis von UML-Klassendiagrammen automatisch Artefakte wie Schemata und Spezifikationen generiert werden.

## Pilotbetrieb für Handelsregister
Ab Mai 2006 lief ein Pilotbetrieb in NRW, der eine elektronische Einreichung in die Handelsregister durch Notare erlaubt. Bis zum 1. Januar 2007 war die Papieranmeldung aber noch bindend. Für den Übergang ist es den Notaren allerdings bereits gestattet, die Anlagen für eine Anmeldung ausschließlich elektronisch einzureichen.
Seit dem 1. Januar 2007 sollen alle Handelsregister in Deutschland nur noch elektronische Dokumente entgegennehmen. Allerdings besteht eine Ausnahmevorschrift in § 61 I EGHGB, die festlegt, dass papierbasierende Anträge und Eintragungen noch bis Ende 2009 möglich sind.
Seit 1. Januar 2013 gibt es die Reform der Zwangsvollstreckung. Seit diesem Zeitpunkt ist das Vollstreckungsportal eingerichtet.
Die Gerichtsvollzieher liefern die Vermögensverzeichnisse über ihre Software ein. Bei dieser Einlieferung von Daten wird das xjustiz-Modul benutzt. Die Daten werden über das EGVP-Postfach als signierte Nachrichten übermittelt.
Die eingesetzten Programme auf Notarseite werden von der NotarNet GmbH, einer Tochtergesellschaft der Bundesnotarkammer, entwickelt. Zur Kommunikation mit den Gerichten wird ein spezielles Gerichts- und Verwaltungspostfach eingesetzt (EGVP-Client), welches den OSCI-Standard umsetzt. Die Betreuung erfolgt über die Koordinierungsstelle für IT-Standards (KoSIT).

## Kommunikation mit Fachsoftwareherstellern
Der Software Industrieverband Elektronischer Rechtsverkehr (SIV-ERV) vertritt die Softwarehersteller, die den XJustiz-Standard in ihre Fachsysteme integrieren und versucht bereits in der Planungsphase sicherzustellen, dass eine Integration überhaupt möglich ist. Es sind mehrere kostenlose Viewer für xJustiz-Akten verfügbar.